# Гереш, Пётр Андреевич
Пётр Андреевич Гереш (6 июня 1936 г., село Ружичная, Хмельницкая обл. — 11 октября 2003 г., Москва). Учился и окончил Львовский политехнический институт (1954—1960 г.) по специальности «Геология и разведка нефтяных и газовых месторождений». Главный геолог сначала на Шебелинском потом на Уренгойском месторождениях. Кандидат технических наук. Лауреат Государственной премии Российской Федерации в области науки и техники за 1997 год.

## Шебелинское газовое месторождение
К трудовой деятельности приступил техником-геологом по завершении учёбы в вузе в Опошнянской конторе глубокого разведочного бурения треста «Полтаванефтегазразведка». С декабря 1960 г. в Шебелинском газопромысловом управлении (пос. Червонный Донец) оператором по исследованию скважин, далее — старшим геологом исследовательской группы, промысла, управления, начальником геологического отдела, главным геологом Шебелинского газопромыслового управления. С 1974 г. переведен на должность главного геолога Харьковского газопромыслового управления. Участвовал в освоении и выводе на проектную производительность Шебелинского. Крестищенского и других месторождений Украины.

## Уренгойское газовое месторождение
В 1978 г. назначен заместителем директора — главным геологом производственного объединения «Уренгойгаздобыча» (ныне — ООО «Газпром добыча Уренгой» открытого акционерного общества «Газпром» до октября 1987 года.

## Мингазпром — ОАО «Газпром»
- С 1987 по 1998 год заместитель начальника Управления геологии и разработки месторождений
- Успешно защитил кандидатскую диссертацию на тему «Методы определения параметров массивно-пластовых залежей (на примере крупных месторождений Восточной Украины и севера Тюменской областей)» в 1989 г.

## Награды и звания
- Медаль «За освоение месторождений Западной Сибири»
- Орден «Знак Почёта»
- Лауреат Государственной премии Российской Федерации в области науки и техники за разработку комплекса научно-технических решений, обеспечивающих надёжность добычи природного газа при энергосберегающих технологиях и повышение газо- и конденсатоотдачи недр (1997 год)[1]
- «Почетный работник газовой промышленности» (1984).
- «Заслуженный работник Минтопэнерго Российской Федерации»

## О нём
- Гереш П. А. Газпром: живые страницы истории. Издательство «Газоил пресс».119415, Москва, проспект Вернадского, д.41. 2009 г. — с. 82—83.
- Гереш Петро Андрійович. Нафтогазова галузь Украіни. К.Логос Украіна, 2013, -с.104 ISBN 978-966-1581-20-2